# Jean Ces
Jean François Louis Ces est un boxeur français né le 5 septembre 1906 à Béziers et mort le 25 décembre 1969 dans la même ville.

## Carrière
Champion d'Europe poids coqs de boxe amateur en 1924 à seulement 17 ans, il participe au concours de boxe aux Jeux olympiques d'été de 1924 à Paris et remporte la médaille de bronze de la catégorie après sa victoire aux points contre le suédois Oscar Andrén. L'année suivante, il devient champion de France des poids moyens.

## Parcours aux Jeux olympiques
Jeux olympiques d'été de 1924 à Paris (poids coqs) :

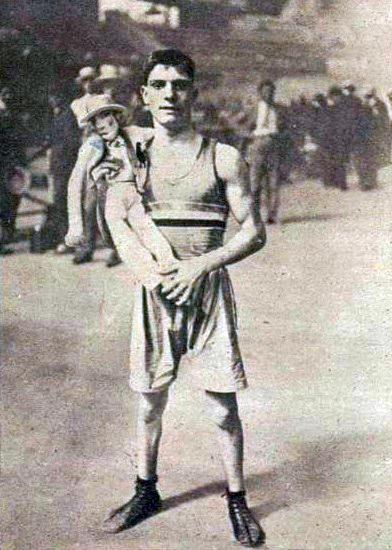
Le boxeur Jean Cès et sa mascotte, aux JO de Paris 1924.

- Bat Domenico Bernasconi (Italie) aux points
- Bat François Sybille (Belgique) aux points
- Bat Alf Barber (Grande-Bretagne) aux points
- Perd contre Willie Smith (Afrique du Sud) aux points
- Bat pour la médaille de bronze Oscar Andrén (Suède) aux points

## Référence
1. ↑  (en) Résultats des Jeux olympiques 1924 (amateur-boxing.strefa.pl)